# پرالیو
پرالیو (به اسپانیایی: Peralillo) یک شهرستان در شیلی است که در استان کولچاگوا واقع شده‌است. پرالیو ۲۸۲٫۶ کیلومتر مربع مساحت و ۱۰٬۶۸۲ نفر جمعیت دارد و ۱۲۵ متر بالاتر از سطح دریا واقع شده‌است.